# Mestaruussarja 1946-1947
Il Campionato finlandese 1946-1947 fu la trentottesima edizione della massima serie del campionato finlandese di calcio. Il titolo di campione di Finlandia venne assegnato con un torneo a quattro squadre, composto dalle prime due classificate nel campionato organizzato dalla SPL e le prime due del campionato organizzato dalla Suomen Työväen Urheiluliitto (TUL), e venne assegnato all'HIFK.

## Campionato SPL

### Squadre partecipanti
| Club  | Città    | Stagione 1945-1946         |
| ----- | -------- | -------------------------- |
| HIFK  | Helsinki | 1º posto in Suomensarja    |
| HJK   | Helsinki | 2º posto in Suomensarja    |
| HPS   | Helsinki | 4º posto in Mestaruussarja |
| KIF   | Helsinki | 5º posto in Mestaruussarja |
| Sudet | Helsinki | 6º posto in Mestaruussarja |
| TPS   | Turku    | 2º posto in Mestaruussarja |
| VIFK  | Vaasa    | Campione di Finlandia      |
| VPS   | Vaasa    | 3º posto in Mestaruussarja |

### Classifica finale
|  | Pos. | Squadra | Pt | G  | V  | N | P  | GF | GS | DR  |
|  | ---- | ------- | -- | -- | -- | - | -- | -- | -- | --- |
|  | 1.   | VIFK    | 20 | 14 | 10 | 0 | 4  | 44 | 25 | +19 |
|  | 2.   | HIFK    | 20 | 14 | 9  | 2 | 3  | 37 | 18 | +19 |
|  | 3.   | VPS     | 17 | 14 | 8  | 1 | 5  | 36 | 21 | +15 |
|  | 4.   | TPS     | 17 | 14 | 8  | 1 | 5  | 34 | 22 | +12 |
|  | 5.   | HPS     | 16 | 14 | 6  | 4 | 4  | 33 | 28 | +5  |
|  | 5.   | HJK     | 11 | 14 | 4  | 3 | 7  | 26 | 41 | -15 |
|  | 7.   | Sudet   | 9  | 14 | 3  | 3 | 8  | 15 | 34 | -19 |
|  | 8.   | KIF     | 2  | 14 | 0  | 2 | 12 | 16 | 52 | -36 |

Legenda:
      Ammesse alla fase finale per il titolo
      Retrocesse in Suomensarja
Note:
Due punti a vittoria, uno a pareggio, zero a sconfitta.

### Spareggio
|      | Risultati |      | Luogo e data |
| ---- | --------- | ---- | ------------ |
| VIFK | 3-2       | HIFK |              |
|      |           |      |              |

## Torneo per il titolo
La fase finale per il titolo di campione di Finlandia si disputò tra le migliori due squadre del campionato SPL (il VIFK e l'HIFK) e le migliori due del campionato TUL (il KTP e il TuTo).
|  | Pos. | Squadra | Pt | G | V | N | P | GF | GS | DR |
|  | ---- | ------- | -- | - | - | - | - | -- | -- | -- |
|  | 1.   | HIFK    | 4  | 3 | 2 | 0 | 1 | 10 | 5  | +5 |
|  | 2.   | TuTo    | 4  | 3 | 2 | 0 | 1 | 7  | 6  | +1 |
|  | 3.   | KTP     | 2  | 3 | 1 | 0 | 2 | 6  | 9  | -3 |
|  | 4.   | VIFK    | 2  | 3 | 1 | 0 | 2 | 5  | 8  | -3 |

Legenda:
      Ammesse allo spareggio
Note:
Due punti a vittoria, uno a pareggio, zero a sconfitta.

### Spareggio
|      | Risultati |      | Luogo e data |
| ---- | --------- | ---- | ------------ |
| HIFK | 3-2       | TuTo |              |
|      |           |      |              |